# Вакрешвара Пандит
Вакрешва́ра Пандит (IAST: Vakreśvara Paṇḍita) — бенгальский кришнаитский святой, живший в конце XV — первой половине XVI века; один из сподвижников Чайтаньи (1486—1534). Получил известность как искусный танцор и исполнитель вайшнавских бхаджанов и киртанов. Шри Говинда Даса, последователь Чайтаньи из Ориссы, описал жизнь Вакрешвары Пандита в книге под названием «Гаура-кришнодая».
Вакрешвара изумительно танцевал и мог делать это непрерывно в течение многих часов и даже дней. Он был одним из главных танцоров во время театральных представлений, которые Чайтанья устраивал в доме Шривасы Тхакура в Навадвипе. Часто Вакрешвара без остановки танцевал на протяжении всего представления. Кришнадаса Кавираджа описывает в «Чайтанья-чаритамрите», как однажды, в доме Шривасы Тхакура, Чайтанья вёл киртан, а Вакрешвара Пандит в духовном экстазе танцевал в течение семидесяти двух часов. После этого Вакрешвара Пандит упал к стопам Чайтаньи и взмолился ему, сказав: «О Чандрамукха! Дай мне десять тысяч гандхарвов! Пусть они поют, а я буду танцевать, и это сделает меня счастливым». Чайтанья ответил: «Ты — Моё единственное крыло. Будь у Меня второе, Я бы летал в поднебесье!».
Вриндавана Даса пишет в «Чайтанья-бхагавате»: «Чтобы разбудить спящие души века Кали, Чайтанья Махапрабху пришёл распространить нектар святого имени Кришны. После его прихода, мриданга и караталы зазвучали подобно громыхающим грозовым тучам. Поглощённый настроением экстатической любви и крича „Харибол! Харибол!“, Гауранга велел всем воспевать святое имя Кришны. Воздев Свои золотые руки к небу, Господь Гаурахари танцевал в экстазе. В это время Вакрешвара Пандит и другие стали танцевать вместе с Господом».
Описывается, что по благословению Вакрешвары, Девананда Пандит освободился от оскорбления, совершённого им в отношении Шривасы Тхакура. После этого Чайтанья сделал Девананду Пандита одним из своих близких спутников. Чайтанья так прокомментировал этот случай: «Кришна поселился в сердце Вакрешвары Пандита. Поскольку Кришна танцует в его сердце, то танцует и Вакрешвара. Какое бы место ни благословил Вакрешвара Пандит своим присутствием, оно становится священным местом паломничества, более святым, чем все святые места».
Вакрешвара Пандит входил в группу вайшнавов, которые были с Чайтаньей с самого начала его игр в Навадвипе. Другими вайшнавскими святыми в этой группе были Парамананда Пури, Сварупа Дамодара, Гададхара Пандит, Джагадананда Пандит, Шанкара, Рагхунатха Вайдья и Рагхунатха Даса. Знаток пения и танца, Вакрешвара Пандит всегда доставлял Чайтанье удовольствие своим служением — сначала в группах санкиртаны в Навадвипе, а затем — в спектаклях в доме Шривасы Тхакура и во время ежегодной Ратха-ятры в Пури. Описывается, что Вакрешвара Пандит с полной верой продолжал служить Чайтанье также и после того, как тот переселился в Пури. Там Вакрешвара Пандит установил божества Шри-Шри Радха-кантхи в доме Каши Мишры, рядом с Гамбхирой, — комнатой, в которой Чайтанья провёл свои последние годы.
Вакрешвара Пандит принял в ученики много вайшнавов в Ориссе, наиболее выдающимся из которых был Гопалагуру Госвами. Его ученик Дхьяначандра Госвами говорит в своих книгах, что Вакрешвара Пандит был воплощением гопи Тунгавидьи — опытной певицы и танцовщицы, одной из ашта-сакхи (восьми главных гопи), прислуживающих Радхе в духовном мире. Кави Карнапура, в свою очередь, утверждает в «Гаура-ганоддеша-дипике» (71), что Вакрешвара Пандит был воплощением Анируддхи, одного из членов четверной экспансии Вишну (в которую также входят Васудева, Санкаршана и Прадьюмна).
В области 64 самадхи во Вриндаване расположен пушпа-самадхи Вакрешвары Пандита. День ухода Вакрешвары Пандита отмечается кришнаитами в шестой день светлой луны месяца ашадха (июнь-июль).